# 中壢第一公有零售市場
中壢第一公有零售市場是位於臺灣桃園市中壢區的公有市場建築、位於中壢區中正路、中平路、大同路口；因早期前方有一座獅子會捐贈的鐘塔，因此中壢當地人又稱該建築為「中壢大時鐘」。

## 歷史
市場於日治時期即存在，後於1975年改建，內有百貨服飾、餐飲、布行、算命等業者，還曾設有冰宮、舞廳。之後隨著政府整頓騎樓攤商、商圈轉移、電商網購興起等原因，大時鐘及其周圍中正路商圈逐漸沒落。由於原建築老舊，由桃園市政府經濟發展局於2017年12月啟動拆除改建，新建築於2022年12月23日啟用，新建工程設計為地上6層、地下4層的大樓，總樓地板面積1萬4,936.5平方公尺，外觀設置大片透明玻璃帷幕，並保留有「大時鐘」意象。

## 樓層運用
| 樓層 | 用途                                                                   |
| ---- | ---------------------------------------------------------------------- |
| 6    | 客家設計協作中心                                                       |
| 5    | 客家設計協作中心                                                       |
| 4    | 桃園市非營利組織發展中心 桃園市志願服務推廣中心 桃園市社區培力育成中心 |
| 3    | 超夯の燒肉 超夯川麻辣鍋                                                |
| 2    | 壽司郎 21PLUS                                                          |
| 1    | 歷史記憶客廳 大時鐘廣場 街頭廣場                                       |
| B1   | 市集 汽車停車場 機車停車場                                             |
| B2   | 汽車停車場                                                             |
| B3   | 汽車停車場                                                             |
| B4   | 汽車停車場                                                             |